# Iglesia de Nuestra Señora de la Asunción (Móstoles)
La Iglesia de Nuestra Señora de la Asunción es una iglesia parroquial de España situada en el municipio madrileño de Móstoles. Fue declarada Bien de Interés Cultural el 23 de septiembre de 1982.

## Descripción

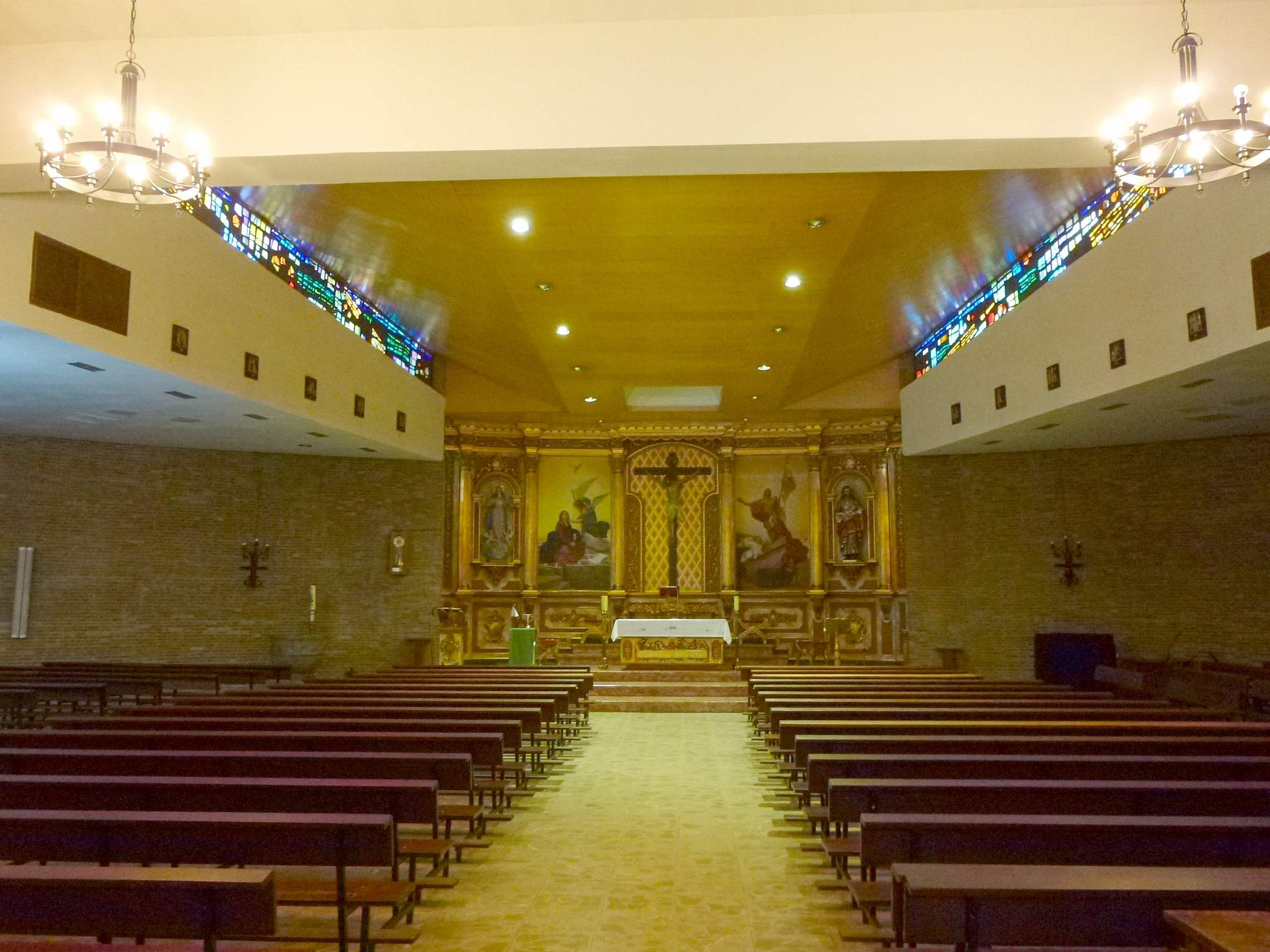
Interior de la iglesia

La iglesia fue construida a partir del siglo XIII, en la ubicación donde anteriormente hubo una mezquita durante la presencia islámica en la región, posiblemente construida en el siglo XI, de la que actualmente sólo se conserva el antiguo alminar, sobre cuya base se  reconvirtió y amplió en forma de campanario en el siglo XIII, con unos 26 metros de altura. La parte superior construida para albergar el reloj es muy posterior y podría corresponder a los siglos XVII o XVIII. Si bien siempre tuvo una función religiosa, tal vez también sirviese como atalaya o torre vigía.
El patio y la sala de oraciones de la mezquita debieron ser demolidos o ampliados, sustituidos por una iglesia cristiana de estilo mudéjar, realizado por albañiles musulmanes al servicio de cristianos, del que actualmente se conserva el ábside y el presbiterio tras múltiples restauraciones.
Su función primera debió ser de cabecera de la iglesia cristiana mudéjar por lo que sería mandado construir por el párroco del lugar de Móstoles.
El ábside posee una forma semicircular, y se ubica sobre una base de mampostería encintada de 3,5 metros de alto y un perímetro en su parte baja de 12,20 metros con tres fajas de arquerías. Durante siglos, alojó la capilla mayor, con el altar y el retablo principal.
Fue ampliada y/o remodelada entre la segunda mitad del siglo XV y la segunda del XVI. El baptisterio fue construido entre 1850 y 1852, mientras que la pila bautismal es de época renacentista, probablemente construida en época de los Reyes Católicos y adquirida por la parroquia muy posteriormente, en algún momento antes de 1888, ya que no aparece en inventarios anteriores. 
Actualmente pertenece a la Diócesis de Getafe, como iglesia parroquial del distrito Centro de Móstoles.